# 科爾賓 (蒙大拿州)
科爾賓（英語：Corbin）是位於美國蒙大拿州傑佛遜縣的非建制地區。

## 歷史
科爾賓的郵局於1887年設立，其後於1943年停運。

## 地理
科爾賓所處的海拔為高於海平面1455米（即4775英呎），而該地所採用的時區為UTC-6，即北美山地時區（MST）。同時該地設有夏令時間，為UTC-7調快一小時，即UTC-6（MDT）。